# Liberty (Duran Duran)
Liberty è il sesto album dei Duran Duran, pubblicato per la prima volta il 20 agosto 1990.

## Tracce
(Taylor, Rhodes, Le Bon, Cuccurullo, Campbell)
1. Violence of Summer (Love's Taking Over) – 4:22
2. Liberty – 5:01
3. Hothead – 3:32
4. Serious – 4:21
5. All Along the Water – 3:51
6. My Antarctica – 5:02
7. First Impression – 5:29
8. Read My Lips – 4:31
9. Can You Deal With It – 3:48
10. Venice Drowning – 5:13
11. Downtown – 5:23

## Singoli
1. Violence of Summer (Love's Taking Over) (7" mix) / Violence of Summer (Love's Taking Over) (The Story Mix) - luglio 1990
2. Serious / Yo Bad Azizi - ottobre 1990

## Canzoni Demo Scartate
1. "Bottleneck"
2. "Money on Your Side"
3. "Dream Nation"
4. "In Between Woman"
5. "Worth Waiting For"
6. "My Family" (suonata dal vivo nel 1989)
7. "Hymn For The Preacher"
8. "Juice" - instrumentale

## Formazione
- Simon Le Bon - voce
- Nick Rhodes - tastiere
- John Taylor - basso
- Warren Cuccurullo - chitarra
- Sterling Campbell - batteria

## Altri Musicisti
- John Jones - programmazione, tastiere addizionali
- Tessa Niles, Carol Kenyon, Bernard Fowler - cori
- Stan Harrison - sassofono
- Roddy Lorimer - tromba
- Luis Jardim - percussioni